# David Byrne
För den irländska politikern och före detta EU-kommissionären med samma namn, se David Byrne (politiker)
David Byrne, född 14 maj 1952 i Dumbarton i Skottland, är en amerikansk sångare, musiker, kompositör, textförfattare och konstnär. 
Byrne är mest känd som frontfigur i new wave-bandet Talking Heads men han har även haft en solokarriär, gjort performancekonst i form av ljudinstallationer och gjort film. Han är även grundare till skivbolaget Luaka Bop.
Han föddes i Skottland men är huvudsakligen uppvuxen i Hamilton i Ontario i Kanada och i Arbutus i Maryland i USA. Han är numera bosatt i New York.
För musiken till Den siste kejsaren, som han skrev tillsammans med Ryuichi Sakamoto, tilldelades han en Oscar 1987.

## Diskografi
- 1981 – My life in the bush of ghosts (tillsammans med Brian Eno)
- 1981 – The Catherine wheel (musik för en Broadwayuppsättning koreograferad av Twyla Tharp)
- 1985 – The Knee Plays
- 1986 – True Stories
- 1989 – Rei Momo
- 1991 – The Forest
- 1992 – Uh-Oh
- 1994 – David Byrne
- 1997 – Feelings
- 1999 – In Spite of Wishing and Wanting'
- 2001 – Look into the Eyeball'
- 2003 – Lead Us not into Temptation
- 2004 – Grown backwards med låten Empires
- 2007 – Live from Austin TX
- 2008 – Everything That Happens Will Happen Today (med Brian Eno)
- 2008 – Big Love: Hymanl
- 2010 – Here Lies Love (med Fatboy Slim)
- 2012 – Live at Carnegie Hall (med Caetano Veloso)
- 2012 – Love This Giant (St. Vincent)
- 2018 – American Utopia
- 2025 - Who Is The Sky?